# Saison 2016-2017 du Stade rochelais
Cette page présente la saison 2016-2017 du Stade rochelais en Top 14 et en challenge européen.

## Entraîneurs
- Patrice Collazo : Entraineur principal et des avants
- Xavier Garbajosa : Entraineur des arrières

## Effectif 2016-2017
| Nom                 | Poste            | Naissance         | Nationalité sportive | International | Dernier club                     | Arrivée au club (année) |
| ------------------- | ---------------- | ----------------- | -------------------- | ------------- | -------------------------------- | ----------------------- |
| Uini Atonio         | Pilier           | 26 mars 1990      | France               |               | Counties Manukau                 | 2011                    |
| Mohamed Boughanmi   | Pilier           | 24 octobre 1991   | France               | -             | RC Toulon                        | 2016                    |
| Mike Corbel         | Pilier           | 9 avril 1992      | France               | -             | ASM Clermont                     | 2013                    |
| David Feao          | Pilier           | 10 juin 1990      | Australie            | -             | Queensland Reds                  | 2016                    |
| Maxime Gau          | Pilier           | 5 décembre 1990   | France               | -             | SC Albi                          | 2015                    |
| Lekso Kaulashvili   | Pilier           | 27 août 1992      | Géorgie              | -             | Formé au club                    | 2013                    |
| Vincent Pelo        | Pilier           | 22 avril 1988     | France               |               | CS Bourgoin-Jallieu              | 2014                    |
| Dany Priso          | Pilier           | 2 janvier 1994    | France               | -             | Stade français                   | 2016                    |
| Jordan Seneca       | Pilier           | 3 décembre 1991   | France               | -             | Stade français Paris             | 2012                    |
| Jemal Shatirishvili | Pilier           | ? 1995            | Géorgie              | -             | ?                                | 2016                    |
| Hikairo Forbes      | Talonneur        | 5 mars 1986       | Nouvelle-Zélande     | -             | Union Bordeaux-Bègles            | 2013                    |
| Jérémie Maurouard   | Talonneur        | 23 septembre 1992 | France               |               | US Oyonnax                       | 2016                    |
| Leandro Cedaro      | 2e ligne         | 16 février 1988   | Italie               |               | Stade Montois                    | 2012                    |
| Jason Eaton         | 2e ligne         | 21 août 1982      | Nouvelle-Zélande     |               | NTT Shinning                     | 2014                    |
| Romana Graham (en)  | 2e ligne         | 29 juin 1986      | Nouvelle-Zélande     |               | Exeter Chiefs                    | 2014                    |
| Damien Lagrange     | 2e ligne         | 4 juillet 1987    | France               | -             | US Oyonnax                       | 2015                    |
| Jone Qovu           | 2e ligne         | 26 juillet 1985   | Fidji                |               | Racing Metro 92                  | 2014                    |
| Romain Sazy         | 2e ligne         | 14 octobre 1986   | France               |               | US Montauban                     | 2010                    |
| Mathieu Tanguy      | 2e ligne         | 5 mai 1996        | France               | -             | Formé au club                    | 2014                    |
| Eric Marks          | 2e ligne         | 9 décembre 1996   | Allemagne            |               | RC Aachen                        | 2016                    |
| Afa Amosa           | 3e ligne         | 11 octobre 1990   | Australie            |               | Colomiers rugby                  | 2015                    |
| Kevin Gourdon       | 3e ligne         | 23 janvier 1990   | France               | -             | ASM Clermont                     | 2012                    |
| Zeno Kieft          | 3e ligne         | 2 février 1991    | Pays-Bas             |               | Formé au club                    | 2013                    |
| Romain Fardoux      | 3e ligne         | 1997              | France               |               | AC Bobigny                       | 2016                    |
| Victor Vito         | 3e ligne         | 27 mars 1987      | Nouvelle-Zélande     |               | Hurricanes                       | 2016                    |
| Alexi Balès         | Mêlée            | 30 mai 1990       | France               |               | SU Agen                          | 2016                    |
| Enrico Januarie     | Mêlée            | 1er février 1982  | Afrique du Sud       |               | Lyon OU                          | 2015                    |
| Jules Le Bail       | Mêlée            | 9 février 1992    | France               | -             | Formé au club                    | 2013                    |
| Arthur Retière      | Mêlée            | 1er août 1997     | France               |               | Racing 92                        | 2016                    |
| Zack Holmes         | Ouverture        | 30 mai 1990       | Australie            | -             | Western Force                    | 2015                    |
| Brock James         | Demi d'ouverture | 22 octobre 1981   | Australie            |               | ASM Clermont                     | 2016                    |
| Pierre Aguillon     | Centre           | 27 mars 1987      | France               | -             | US Oyonnax                       | 2015                    |
| Steeve Barry        | Centre           | 18 avril 1991     | France               |               | Équipe de France de rugby à sept | 2016                    |
| Levani Botia        | Centre           | 14 mars 1989      | Fidji                |               | Nadroga Rugby Fiji               | 2014                    |
| Paul Jordaan        | Centre           | 4 janvier 1992    | Afrique du Sud       |               | Sharks                           | 2016                    |
| Eliott Roudil       | Centre           | 30 octobre 1996   | France               | -             | Formé au club                    | 2014                    |
| Tevita Railevu      | Centre           | 1996 ?            | Fidji                |               | Nasinu RC                        | 2016                    |
| Gabriel Lacroix     | Ailier           | 19 octobre 1993   | France               | -             | SC Albi                          | 2015                    |
| Charles Lagarde     | Ailier           | 20 juillet 1992   | France               | -             | Formé au club                    | 2011                    |
| David Raikuna (en)  | Ailier           | 18 août 1987      | Nouvelle-Zélande     | -             | North Harbour                    | 2015                    |
| Vincent Rattez      | Ailier           | 24 mars 1992      | France               | -             | RC Narbonne                      | 2016                    |
| Kini Murimurivalu   | Arrière          | 15 mai 1989       | Fidji                |               | ASM Clermont                     | 2012                    |
| Charles Bouldoire   | Arrière          | 8 juin 1993       | France               | -             | Formé au club                    | 2014                    |

## Calendrier et résultats[3]

### Matchs amicaux[4]
- Stade rochelais - CA Brive :  12-5
- Stade rochelais - Union Bordeaux Bègles :  23-14

### Top 14
| - Stade rochelais - ASM Clermont : 30-30 - FC Grenoble - Stade rochelais : 19-22 - Castres olympique - Stade rochelais : 18-26 - Stade rochelais - Lyon OU : 43-18 - CA Brive - Stade rochelais : 29-28 - Stade rochelais - Aviron bayonnais : 34-17 - Stade français - Stade rochelais : 31-26 - Stade rochelais - RC Toulon : 17-17 - Montpellier HR - Stade rochelais : 12-11 - Stade rochelais - Section paloise : 27-6 - Stade rochelais - Stade toulousain : 25-19 - Union Bordeaux Bègles - Stade rochelais : 26-0 - Stade rochelais - Racing 92 : 23-23 | - ASM Clermont - Stade rochelais : 30-26 - Stade rochelais - FC Grenoble : 40-3 - Stade rochelais - Castres olympique : 22-8 - Lyon OU - Stade rochelais : 29-25 - Stade rochelais - CA Brive : 36-17 - Aviron bayonnais - Stade rochelais : 17-42 - Stade rochelais - Stade français : 37-18 - RC Toulon - Stade rochelais - 20-23 - Stade rochelais - Montpellier HR : 40-37 - Section paloise - Stade rochelais : 13-23 - Stade toulousain - Stade rochelais : 21-27 - Stade rochelais - Union Bordeaux Bègles : 16-5 - Racing 92 - Stade rochelais : 15-38 |

| Rang | Club                  | J  | V  | N | D  | Bo | Bd | Pm  | Pe  | Diff | Pts |
| ---- | --------------------- | -- | -- | - | -- | -- | -- | --- | --- | ---- | --- |
| 1    | Stade rochelais       | 26 | 17 | 3 | 6  | 6  | 5  | 707 | 498 | +209 | 85  |
| 2    | ASM Clermont          | 26 | 15 | 3 | 8  | 8  | 4  | 800 | 562 | +238 | 78  |
| 3    | Montpellier HR        | 26 | 16 | 0 | 10 | 7  | 5  | 750 | 564 | +186 | 76  |
| 4    | RC Toulon             | 26 | 14 | 2 | 10 | 5  | 4  | 674 | 511 | +163 | 69  |
| 5    | Castres olympique     | 26 | 13 | 1 | 12 | 5  | 4  | 667 | 509 | +158 | 63  |
| 6    | Racing 92 (T)         | 26 | 14 | 1 | 11 | 3  | 1  | 586 | 616 | -30  | 62  |
| 7    | Stade français Paris  | 26 | 12 | 1 | 13 | 5  | 4  | 643 | 638 | +5   | 59  |
| 8    | CA Brive              | 26 | 13 | 1 | 12 | 0  | 4  | 577 | 634 | -57  | 58  |
| 9    | Section paloise       | 26 | 12 | 1 | 13 | 2  | 5  | 604 | 701 | -97  | 57  |
| 10   | Lyon OU (P)           | 26 | 11 | 2 | 13 | 3  | 4  | 573 | 632 | -59  | 55  |
| 11   | Union Bordeaux Bègles | 26 | 11 | 1 | 14 | 2  | 6  | 569 | 581 | -12  | 54  |
| 12   | Stade toulousain      | 26 | 11 | 0 | 15 | 3  | 6  | 537 | 561 | -24  | 53  |
| 13   | FC Grenoble           | 26 | 7  | 1 | 18 | 2  | 6  | 611 | 852 | -241 | 38  |
| 14   | Aviron bayonnais (P)  | 26 | 6  | 3 | 17 | 0  | 0  | 466 | 905 | -439 | 30  |

### Phases finales

#### Demi-finales
Ayant terminé 1re de la phase régulière, le Stade Rochelais est qualifié directement pour les demi-finales. 

| Vendredi 26 mai 2017 21 h 00 | Stade rochelais                                                                                          | 15–18 (9–6) | RC Toulon                                                                     | Orange Vélodrome Arbitre : Pascal Gaüzère |
| Vendredi 26 mai 2017 21 h 00 | Pénalité(s) : 4 James (30e, 40e, 43e, 47e) Drop(s) : 1 James (20e) Carton(s) rouge(s) : 1 Aguillon (51e) |             | Pénalité(s) : 5 Halfpenny (25e, 32e, 52e, 56e, 70e) Drop(s) : 1 Belleau (80e) | Orange Vélodrome Arbitre : Pascal Gaüzère |
| Vendredi 26 mai 2017 21 h 00 | |             |                                                                               | Orange Vélodrome Arbitre : Pascal Gaüzère |

### Coupe d'Europe
Dans le Challenge européen l'Atlantique stade rochelais fait partie de la poule 1 et est opposé aux Français de l'Aviron bayonnais, aux Anglais du Gloucester RFC et aux Italiens du Benetton Trévise.
| - Benetton Trévise - Stade rochelais : 10-41 - Stade rochelais - Aviron bayonnais : 51-24 - Gloucester RFC - Stade rochelais - 35-14 | - Stade rochelais - Benetton Trévise : 31-8 - Aviron bayonnais - Stade rochelais : 14-24 - Stade rochelais - Gloucester RFC : 42-13 |

Avec 5 victoires et 1 défaites, l'Atlantique stade rochelais termine 2e de la poule 1 et qualifié pour les quarts de finale.
| Rang | Équipe           | J | V | N | D | Em | Ee | Bo | Bd | Pm  | Pe  | Diff | Pts |
| ---- | ---------------- | - | - | - | - | -- | -- | -- | -- | --- | --- | ---- | --- |
| 1    | Gloucester RFC   | 6 | 5 | 0 | 1 | 31 | 14 | 5  | 0  | 237 | 110 | +127 | 25  |
| 2    | Stade rochelais  | 6 | 5 | 0 | 1 | 24 | 10 | 4  | 0  | 203 | 104 | +99  | 24  |
| 3    | Benetton Trévise | 6 | 2 | 0 | 4 | 9  | 23 | 0  | 0  | 75  | 182 | -107 | 8   |
| 4    | Aviron bayonnais | 6 | 0 | 0 | 6 | 13 | 30 | 0  | 1  | 116 | 235 | -119 | 1   |

#### Phases finales
Quarts de finale
- Edinburgh Rugby -  Stade rochelais :  22-32

Demi Finale
- Stade rochelais -  Gloucester RFC :  14-16

## Statistiques

### Statistiques collectives
Attaque
Défense

### Statistiques individuelles
Meilleur réalisateurBrock James - 152 points (1 essai, 24 transformations, 33 pénalités, en 17 matchs)